# بوريوم
البوريوم (تحت-الرينيوم) هو عنصر كيميائي في الجدول الدوري, له الرمز Bh وعدد ذري 107. وهو عنصر اصطناعي وأكثر نظائره ثباتا Bh-262, وله فترة عمر نصف تبلغ 102 مللى ثانية.

## تاريخ ال بوريوم
تم تصنيعه في عام 1976 عن طريق فريق بحث روسي برئاسة واى.أوجانيسيان في معهد جوينت للأبحاث النووية في دبنا, وقد قام بتصنيع النظير 261Bh وله عمر نصف يبلغ 1-2 مللى ثانية (بعد ذلك كانت البيانات تدور حول 10 مللى ثانية). وقد حصلوا على هذه النتائج بقذف البزموث-204 بنواة ثقيلة من الكروم-54.
وفي عام 1981 قام فريق بحث ألماني في معهد بحوث الأيونات الثقيلة في دامشتادت بتأكيد اكتشافات الفريق الروسي وأنتجوا البوريوم بفترة عمر نصف أكبر Bh-262.
وقد اقترح الألمان الاسم نيلزبوريوم على شرف الفيزيائي الدانماركي نيلز بور. بينما اقترح السوفييت هذا الاسم للعنصر 105 (دبنيوم).
وقد كان هناك جدل حول تسمية العناصر من 101 إلى 109. وقد اقترح IUPAC الاسم أنيل سيتيوم بالرمز Uns كاسم مؤقت للعنصر.
وفي عام 1994 قامت لجنة من IUPAC باقتراح أن يسمى العنصر 107 بوريوم، بحيث يكون مثل العناصر الأخرى التي تكرم أشخاص معينيين، على أن اللجنة كانت تخشى أن يتداخل اسم العنصر مع الأسماء الأخرى لبعض العناصر مثل البورون, ولكن في نهاية الأمر تم إقرار الاسم عام 1997.

## وصلات خارجية
- العناصر على شبكة المعلومات - بوريوم
- موقع Apsidium - بوريوم نسخة محفوظة 25 أكتوبر 2005 على موقع واي باك مشين.
- معمل لوس ألاموس القومي - بوريوم